# Palaina albata
Palaina albata es una especie de molusco gasterópodo terrestre de la familia Diplommatinidae en el orden de los Mesogastropoda.

## Distribución geográfica
Es endémica de Palaos. 

## Estado de conservación
Se encuentra amenazada por la pérdida de su hábitat natural.